# Derval O'Rourke
Derval O'Rourke (Cork, 28 mei 1981) is een Ierse oud-atlete, die was gespecialiseerd in het hordelopen. Ze is Iers recordhoudster op de 50, 60 en 100 m horden. Ze nam driemaal deel aan de Olympische Spelen, maar won hierbij geen medailles. In eigen land veroverde zij op de horden vanaf 1999 in totaal twintig nationale in- en outdoortitels.

## Biografie

### Eerste medaille
O'Rourke slaagde er in 2003 voor de eerste maal in om op de 100 m horden de barrière van dertien seconden te doorbreken. Tijdens de Europese kampioenschappen U23 in het Poolse Bydgoszcz kwam zij in de finale tot 12,96 s, een Iers record. Ze miste het erepodium en daarmee de bronzen medaille op 0,01 seconde. Dat jaar nam zij ook deel aan de wereldkampioenschappen in Parijs, maar daar bleef ze in de series steken.
Haar eerste medaille veroverde zij in 2004 tijdens de universiade in İzmir, waar zij op de 100 m horden naar het brons greep. Op de Olympische Spelen van 2004 in Athene werd ze echter opnieuw, net als in Parijs, in de series uitgeschakeld.

### Wereldindoorkampioene
Twee jaar later zorgde O'Rourke voor een verrassing door het goud te winnen op de wereldindoorkampioenschappen op het onderdeel 60 m horden. Hiermee was zij de eerste Ierse die een wereldindoortitel veroverde. Ze verbeterde er bovendien tweemaal het Ierse record, 7,87 in halve finale en 7,84 in de finale. Daarbij liet ze de Spaanse Glory Alozie en de Zweedse Susanna Kallur achter zich.

### Tweemaal zilver op EK
Na door een blessure het eerste deel van het outdoorseizoen te hebben gemist, verbeterde Derval O'Rourke eind juli 2006 het Ierse record op de 100 m horden naar 12,85. Op de Europese kampioenschappen in Göteborg piekte ze opnieuw en won in de nationale recordtijd van 12,72 de zilveren medaille achter Susanna Kallur (goud), overigens samen met de Duitse Kirsten Bolm, die dezelfde tijd liet noteren als de Ierse. Later in het toernooi vormde ze, samen met Joanne Cuddihy, Ailis McSweeney en Anna Boyle, de Ierse ploeg op de 4 x 100 m estafette, die in 44,38 een nationaal record realiseerde. Het viertal kwam overigens niet verder dan de series.
Vier jaar later lukte het haar op de EK in Barcelona opnieuw om zilver te winnen.
In de jaren 2007 en 2008 was O'Rourke minder succesvol. Op de WK in Osaka bleef zij steken in de halve finale, waarin zij als achtste 12,98 liet noteren. Haar beste tijd liep zij dat jaar in Bochum, waar zij op de 100 m horden tot 12,88 kwam. Een jaar later liet zij de WK indoor schieten om zich te concentreren op de Olympische Spelen in Peking, maar in de Chinese hoofdstad overleefde zij op de 100 m horden zelfs haar serie niet.

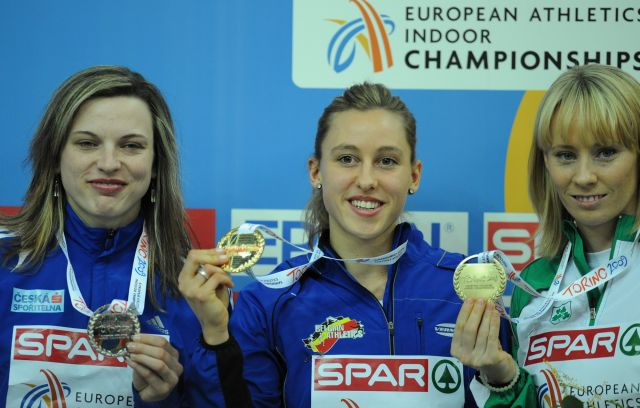
Het erepodium van de EK indoor in 2009: Lucie Škrobáková (zilver), Eline Berings (goud) en Derval O 'Rourke (brons).

### Op de weg terug
In 2009 hervond O'Rourke haar vroegere vorm. Op de Europese indoorkampioenschappen in Turijn veroverde zij op de 60 m horden achter de Belgische Eline Berings (eerste in 7,92) en de Tsjechische Lucie Škrobáková (tweede in 7,95) de bronzen medaille in 6,97.
Later dat jaar, tijdens het outdoorseizoen, wist zij op de WK in Berlijn op de 100 m horden eveneens door te dringen tot de finale. Hierin eindigde zij achter Brigitte Foster-Hylton (eerste in 12,51), Priscilla Lopes-Schliep (tweede in 12,54) en Delloreen Ennis-London (derde in 12,55) weliswaar als vierde en dus buiten het erepodium, maar met haar tijd van 12,67 verbeterde zij niet alleen voor de zoveelste keer haar eigen nationale record, ze was er in 2009 ook de snelste van Europa mee.

### Opnieuw zilver op EK
Een jaar later verhinderde opnieuw een blessure haar echter om deel te nemen aan de WK indoor in Doha. Eenmaal van die blessure genezen, was zij op de EK in Barcelona prompt een van de favorietes voor de titel. In de finale van de 100 m horden sneed de Turkse Nevin Yanit haar echter de pas af door te winnen in 12,63 vóór O'Rourke, die met 12,65 alweer haar nationale record met een paar honderdsten van een seconde naar beneden toe bijstelde. Bij terugkomst in eigen land stelde zij nadien, dat als ze later terug zou kijken op haar carrière, ze aan die medailles het meeste waarde zou hechten. "Want die gaan de geschiedenisboeken in en kunnen je nooit meer worden afgepakt." De Ierse was nu de enige atlete van haar land die op de EK's van 2006 en 2010 medailles land had veroverd.
Aan het eind van het seizoen werd Derval O'Rourke geselecteerd om Europa te vertegenwoordigen in de wedstrijd om de IAAF Continental Cup, waar zij op de 100 m horden achter winnares Sally Pearson (eerste in 12,65) vijfde werd in 12,99.

### Derde Olympische Spelen
Hoewel haar voorbereiding voor 2011 wederom door een blessure werd onderbroken, slaagde Derval O'Rourke er toch in om op de EK indoor in Parijs op de 60 m horden de finale te bereiken. Het erepodium haalde ze echter niet. Met haar beste seizoentijd van 7,96 finishte zij als vierde. Tijdens het buitenseizoen was zij er op de WK in Daegu eveneens bij, maar moest zij zich voor de halve finale vanwege een blessure afmelden. Haar beste tijd op de 100 m horden van 12,84 liep zij dat jaar in La Chaux-de-Fonds.
Een jaar later plaatste zij zich op de Olympische Spelen in Londen voor de halve finale met een tijd van 12,91. In de halve finale liep ze exact dezelfde tijd, maar ditmaal was het niet voldoende voor een plek in de finale.
O'Rourke trainde op het University College in Dublin en is voor de universiteitssportclub werkzaam als marketing-assistente.
In juni 2014 kondigde Derval O'Rourke haar vertrek uit de atletieksport aan.

## Titels
- Wereldindoorkampioene 60 m horden - 2006
- Iers kampioene 100 m horden - 2001, 2002, 2004, 2005, 2006, 2007, 2008, 2010, 2011
- Iers indoorkampioene 60 m horden - 1999, 2000, 2001, 2002, 2003, 2004, 2005, 2006, 2009, 2010, 2012

## Persoonlijke records
Outdoor
| Onderdeel    | Prestatie    | Datum        | Plaats    |
| ------------ | ------------ | ------------ | --------- |
| 100 m        | 11,89 s      | 10 juni 2009 | Bydgoszcz |
| 100 m horden | 12,65 s (NR) | 31 juli 2010 | Barcelona |

Indoor
| Onderdeel   | Prestatie   | Datum         | Plaats |
| ----------- | ----------- | ------------- | ------ |
| 50 m horden | 6,80 s (NR) | 3 maart 2006  | Liévin |
| 60 m horden | 7,84 s (NR) | 11 maart 2006 | Moskou |

## Palmares

### 60 m horden
- 1999:  Ierse indoorkamp. - 8,63 s
- 2000:  Ierse indoorkamp. - 8,77 s
- 2001:  Ierse indoorkamp. - 8,78 s
- 2002:  Ierse indoorkamp. - 8,52 s
- 2002: 4e in serie EK indoor in Wenen – 8,22 s
- 2003:  Ierse indoorkamp. - 8,25 s
- 2003: 6e in ½ fin. WK indoor te Birmingham – 8,22 s
- 2004:  Ierse indoorkamp. - 8,35 s
- 2005:  Ierse indoorkamp. - 8,27 s
- 2005: 6e in ½ fin. EK indoor in Madrid – 8,09 s
- 2006:  Ierse indoorkamp. - 7,90 s
- 2006:  WK indoor – 7,84 s (nat. rec.)
- 2009:  Ierse indoorkamp. - 8,12 s
- 2009:  EK indoor – 7,97 s
- 2010:  Ierse indoorkamp. - 8,18 s
- 2011: 4e EK indoor - 7,96 s
- 2012:  Ierse indoorkamp. - 8,21 s

### 100 m horden
- 2000: 8e in ½ fin. EJK in Santiago – 13,76 s
- 2001:  Ierse kamp. - 13,96 s
- 2002:  Ierse kamp. - 13,45 s
- 2002: 5e in serie EK in München – 13,41 s
- 2003: 4e EK U23 in Bydgoszcz - 12,96 s (nat. rec.)
- 2003: 8e in serie WK – 13,54 s
- 2004:  Ierse kamp. - 13,96 s
- 2004: 7e in serie OS – 13,46 s
- 2005:  Europa Cup First League in Leiria – 13,12 s
- 2005:  Ierse kamp. - 12,95 s (nat. rec.)
- 2005: 7e in ½ fin. WK – 13,23 s
- 2005:  Universiade – 13,02 s
- 2006:  Ierse kamp. - 13,24 s
- 2006:  EK – 12,72 s (nat. rec.)
- 2007:  Ierse kamp. - 13,45 s
- 2007: 8e in ½ fin. WK – 12,98 s
- 2008:  Ierse kamp. - 13,04 s
- 2008: 6e in serie OS – 13,22 s
- 2009: 4e WK – 12,67 s (nat. rec.)
- 2009: 5e Memorial Van Damme - 13,08 s
- 2010:  Ierse kamp. - 13,26 s
- 2010:  EK – 12,65 s
- 2010: 7e Memorial Van Damme - 12,96 s
- 2010: 5e IAAF Continental Cup te Split - 12,99 s
- 2011:  Ierse kamp. - 13,24 s
- 2011: DNS in ½ fin. WK (in serie 13,07 s)
- 2012: 5e in ½ fin. OS - 12,91 s

### 4 x 100 m
- 2006: 6e in serie EK - 44,38 s (nat. rec.)

- World Athletics: 14283345
- International Standard Name Identifier: 0000 0004 4420 0469
- Library of Congress Control Number: no2014150506
- Virtual International Authority File: 312881895
- WorldCat: E39PBJjMwBtgqRc6B4CDR7jQv3